# Curly Sue – Ein Lockenkopf sorgt für Wirbel
Curly Sue – Ein Lockenkopf sorgt für Wirbel (Curly Sue) ist eine US-amerikanische Filmkomödie von John Hughes aus dem Jahr 1991.

## Handlung
Der inzwischen obdachlos gewordene Bill Dancer nahm sich der Waise Curly Sue liebevoll an, nachdem ihre Mutter früh gestorben war. Mit Tricksereien gestaltet Bill ihr gemeinsames Leben annehmbar. In Chicago lässt er sich von Sue mit einer Latte eine Beule am Kopf schlagen und wirft sich anschließend in einem Parkhaus vor ein rückwärts ausparkendes Auto, derweil Sue laut zu schreien beginnt. Die Fahrerin, die wohlhabende und vordergründig kühle Anwältin Grey Ellison, nimmt Bill und Sue mit in ein Restaurant, wo die beiden ihr erstes Ziel, ein warmes Abendessen, erreichen. Allerdings keine finanzielle Entschädigung, weil Greys Verlobter Walker diese schnell zum verabredeten Konzert abholt. Bill und Sue schätzen, dass bei Grey „mehr zu holen ist“ und  begeben sich nochmals zum Parkhaus, um den Trick ein zweites Mal anzuwenden. Doch diesmal fährt Grey schnell und unachtsam aus der Ausfahrt, vor der Bill noch steht, und „lädt“ ihn ohne dessen Zutun auf die Motorhaube. Grey, die schon bei der ersten Begegnung von der direkten und offenen Art von Sue sehr angetan war, nimmt die beiden in den Gästezimmern ihrer Luxuswohnung auf.
Dies passt dem kaltschnäuzigen Walker gar nicht, der nun keine Übernachtungsgelegenheit mehr bei Grey vorfindet. Grey bleibt trotz einer Auseinandersetzung mit Bill weiterhin fürsorglich zu ihren Gästen. Gleichzeitig verändert sich auch ihr Verhalten gegenüber ihren Mandanten im positiven Sinn, was bei diesen wie auch bei ihrem Boss Erstaunen auslöst. Nach einem Konflikt beim gemeinsamen Abendessen mit Walker im Nobelrestaurant machen sich Bill und Sue davon. Grey versucht, sie auf der Straße umzustimmen. Letztendlich gelingt es den beiden, Grey zu bewegen, den Abend mit ihnen auf ihre Art zu verbringen. Erstaunt muss sie zur Kenntnis nehmen, wie sich die beiden ohne einen Cent in der Tasche amüsieren, mit einer fremden Hochzeitsgesellschaft feiern und danach ins Kino gehen. Sie findet Gefallen am Kontrast zu ihrem geordneten Leben in der High Society.
McCormick realisiert, dass ihm die Felle davonschwimmen und denunziert Bill und Sue bei den Vormundschaftsbehörden. Sue kommt ins Heim und Bill – weil er nie ein Sorgerecht besaß – ins Gefängnis. Als Grey das im Parkhaus erfährt, gerät sie in Rage und „lädt“ mit Absicht ihren Verlobten aufs Autodach. Ihr gelingt es dank ihrer Beziehungen, Bill aus dem Gefängnis und Sue aus dem Heim zu holen sowie die Vormundschaft für das Kind zu erhalten. Die amtlich genehmigte familiäre Gemeinsamkeit kann beginnen und Sue geht zum ersten Mal zur Schule.

## Kritiken
Roger Ebert schrieb in der Chicago Sun-Times vom 25. Oktober 1991, der Film sei eine „schmalzige, sentimentale Übung im Manipulieren des Publikums“, sei jedoch in dieser Hinsicht wirkungsvoll. Er sei vom Anfang bis zum Ende unrealistisch. Obwohl die Handlung „schamlos sentimental“ sei, habe Ebert sie beim Zuschauen akzeptiert und verspürte Mitgefühl mit den Charakteren.
Das Lexikon des internationalen Films schrieb, der Film sei ein „modernes "Weihnachtsmärchen"“, das „ohne Fantasie erzählt“ sei, „Reichtum distanzlos“ vorführe und Armut verniedliche. Er sei ein „verlogenes Fließbandprodukt“, stellenweise zu brutal für jüngeres Publikum.

## Auszeichnungen
Alisan Porter gewann im Jahr 1993 den Young Artist Award.

## Hintergrund
Der Film wurde in Chicago und in Evanston (Illinois) gedreht. Seine Produktionskosten betrugen schätzungsweise 30 Millionen US-Dollar. Der Film spielte in den Kinos der USA ca. 33,7 Millionen US-Dollar ein.